# Promenesta
Promenesta is een geslacht van vlinders van de familie sikkelmotten (Oecophoridae), uit de onderfamilie Stenomatinae.

## Soorten
- P. autampyx Meyrick, 1925
- P. callichlora Meyrick, 1915
- P. citroscia Meyrick, 1931
- P. chrysampyx Meyrick, 1925
- P. haplodoxa Meyrick, 1925
- P. isotrocha Meyrick, 1918
- P. leucomias Meyrick, 1925
- P. lithochroma Busck, 1914
- P. marginella Busck, 1914